# Örgryte församling
Örgryte församling är en församling i Göteborgs södra kontrakt i Göteborgs stift. Församlingen ligger i Göteborgs kommun i Västra Götalands län (Västergötland) och ingår i Örgryte pastorat.
Församlingen omfattar stadsdelarna Delsjön, Torp, Bö, Skår och Kallebäck samt del av stadsdelarna Gårda och Lunden.

## Administrativ historik
Församlingen har medeltida ursprung. År 1619 utbröts Göteborgs svenska församling (från 1633 Domkyrkoförsamlingen i Göteborg), 1700 Amiralitetsförsamlingen (Karl Johan) och 11 maj 1786 Mariebergs församling.
Församlingen ingick till 1712 som annexförsamling i pastorat med Nylöse församling som moderförsamling åtminstone från 1528 till 1544 och från 1571 till 1619, med Partille församling som moderförsamling från 1546 till 1571 och med Göteborgs Gustavi församling (Domkyrko) från 1619 till 1712. Församlingen ingick i pastorat tillsammans med Göteborgs hospitalsförsamling från 1712 (beslut av rådsregeringen den 21 maj 1712, efter att konungen bifallit den 30 oktober 1711. Vid 1700-talets slut kom Örgryte, tillsammans med Råda och Styrsö att räknas som annex till Fässberg. Fram till 1 maj 1883 var församling moderförsamling i pastoratet Örgryte och Göteborgs hospitalsförsamling (Nylöse) som även omfattade Mariebergs församling mellan 1786 och 1820 och Amiralitetsförsamlingen/Karl Johans församling från 1805. Från 1 maj 1883 till 2018 utgjorde församlingen ånyo ett eget pastorat. Från 2018 ingår församlingen i Örgryte pastorat.
I borgerligt avseende införlivades församlingen 1922 med Göteborg och i kyrkligt 1938.
Stadsdelen Sävenäs överfördes 1951 till den nybildade Härlanda församling och delar av stadsdelen Lunden överfördes 1969 till S:t Pauli församling.

### Inkorporeringar
- Frälsehemmanet Krokslätt Norgården, 3/80 mantal, genom kungligt brev den 3 november 1870.
- Genom kungligt brev den 3 mars 1882 från 1 januari 1883, 1/12 mantal av Krokslätt Norregården, kallat Landala, samt egendomen Gibraltar eller 135,549/1,022,560 mantal av Krokslätt Kongegården och den till 1/32 mantal av sistnämnda hemman hörande utmark (utom en torvmosse).
- Genom kungligt brev den 21 augusti 1903 från 1904 års ingång 2/5 mantal av Stora Änggården samt delar om totalt 601/18,060 mantal av Lilla Änggården.
- Genom kungligt brev den 12 juni 1908 och från 1909, 7/16 mantal Kålltorp nr 1 i Nedergård, 5/6 mantal och 1/720 mantal av Kålltorp nr 2 Övergård, lägenheten Kålltorp nr 3 samt vissa andra områden.
- Genom kungligt brev den 14 april 1917 och från 1918 års ingång den del av hemmanet Änggården nr 1 i Örgryte socken, med 1/60 mantal med vissa undantag av den del av samma hemman, 1/20 mantal.
- Jämlikt kungligt brev den 19 augusti 1921 införlivades från 1922 års ingång återstoden av Örgryte kommun, med en areal av 1 849 hektar, med de tre municipalsamhällena, Gårda, Lunden och Krokslätt.[8]

## Befolkningsutveckling
| Befolkningsutvecklingen i Örgryte församling 1805–2015 | Befolkningsutvecklingen i Örgryte församling 1805–2015 | Befolkningsutvecklingen i Örgryte församling 1805–2015 | Befolkningsutvecklingen i Örgryte församling 1805–2015 | Befolkningsutvecklingen i Örgryte församling 1805–2015 |
| --- | ------------------------------------------------------ | ------------------------------------------------------ | ------------------------------------------------------ | ------------------------------------------------------ |
| |                                                        |                                                        |                                                        |                                                        |
| År |                                                        |                                                        | Folkmängd                                              |                                                        |
| 1805 | 1805                                                   |                                                        | 1 010                                                  |                                                        |
| 1810 | 1810                                                   |                                                        | 1 008                                                  |                                                        |
| 1820 | 1820                                                   |                                                        | 1 546                                                  |                                                        |
| 1830 | 1830                                                   |                                                        | 1 471                                                  |                                                        |
| 1840 | 1840                                                   |                                                        | 1 391                                                  |                                                        |
| 1850 | 1850                                                   |                                                        | 1 783                                                  |                                                        |
| 1860 | 1860                                                   |                                                        | 1 763                                                  |                                                        |
| 1870 | 1870                                                   |                                                        | 2 111                                                  |                                                        |
| 1880 | 1880                                                   |                                                        | 3 613                                                  |                                                        |
| 1890 | 1890                                                   |                                                        | 8 474                                                  |                                                        |
| 1900 | 1900                                                   |                                                        | 12 914                                                 |                                                        |
| 1910 | 1910                                                   |                                                        | 19 377                                                 |                                                        |
| 1920 | 1920                                                   |                                                        | 22 200                                                 |                                                        |
| 1930 | 1930                                                   |                                                        | 27 019                                                 |                                                        |
| 1935 | 1935                                                   |                                                        | 32 211                                                 |                                                        |
| 1940 | 1940                                                   |                                                        | 43 531                                                 |                                                        |
| 1945 | 1945                                                   |                                                        | 49 603                                                 |                                                        |
| 1950 | 1950                                                   |                                                        | 32 817                                                 |                                                        |
| 1955 | 1955                                                   |                                                        | 31 875                                                 |                                                        |
| 1960 | 1960                                                   |                                                        | 30 994                                                 |                                                        |
| 1965 | 1965                                                   |                                                        | 31 410                                                 |                                                        |
| 1970 | 1970                                                   |                                                        | 18 007                                                 |                                                        |
| 1975 | 1975                                                   |                                                        | 15 641                                                 |                                                        |
| 1980 | 1980                                                   |                                                        | 13 980                                                 |                                                        |
| 1985 | 1985                                                   |                                                        | 13 848                                                 |                                                        |
| 1990 | 1990                                                   |                                                        | 13 700                                                 |                                                        |
| 1995 | 1995                                                   |                                                        | 14 466                                                 |                                                        |
| 2000 | 2000                                                   |                                                        | 14 629                                                 |                                                        |
| 2005 | 2005                                                   |                                                        | 14 988                                                 |                                                        |
| 2010 | 2010                                                   |                                                        | 15 891                                                 |                                                        |
| 2015 | 2015                                                   |                                                        | 16 161                                                 |                                                        |
| Anm: För åren 1805-1945: befolkning enligt folkräkning 31 december enligt den administrativa indelningen den 1 januari följande år. 1950 avser befolkning enligt folkräkning den 31 december enligt den administrativa indelningen den 1 januari 1952. 1955-2015 avser befolkning 31 december enligt den administrativa indelningen den 1 januari följande år. Sedan 1 januari 2016 sker inte folkbokföring per församling och därmed kan det hända att vissa personer inte ingår i församlingens folkmängd då de är skrivna på den fiktiva fastigheten På kommunen skriven som inte delas upp på församlingsnivå då de inte kunnat folkbokföras på en särskild befintlig fastighet. Den totala befolkningen i Svenska kyrkans församlingar är därför något lägre än den totala befolkningen i riket. Personer som var kyrkobokförda i den icke-territoriella Tyska Christinae församling men som bodde inom Örgryte församlings gränser ingår först från och med 2000. |                                                        |                                                        |                                                        |                                                        |

## Kyrkor

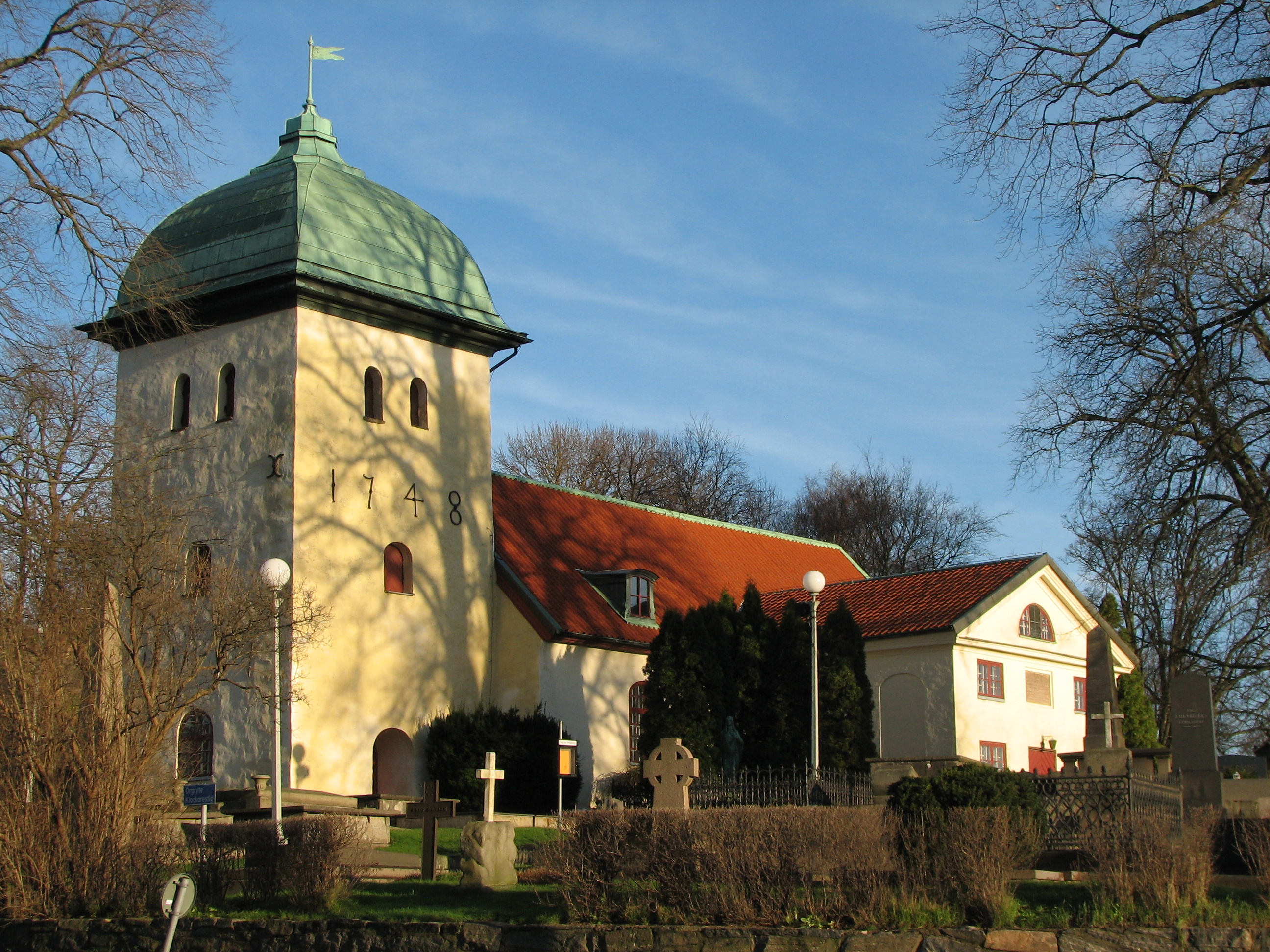
Örgryte gamla kyrka
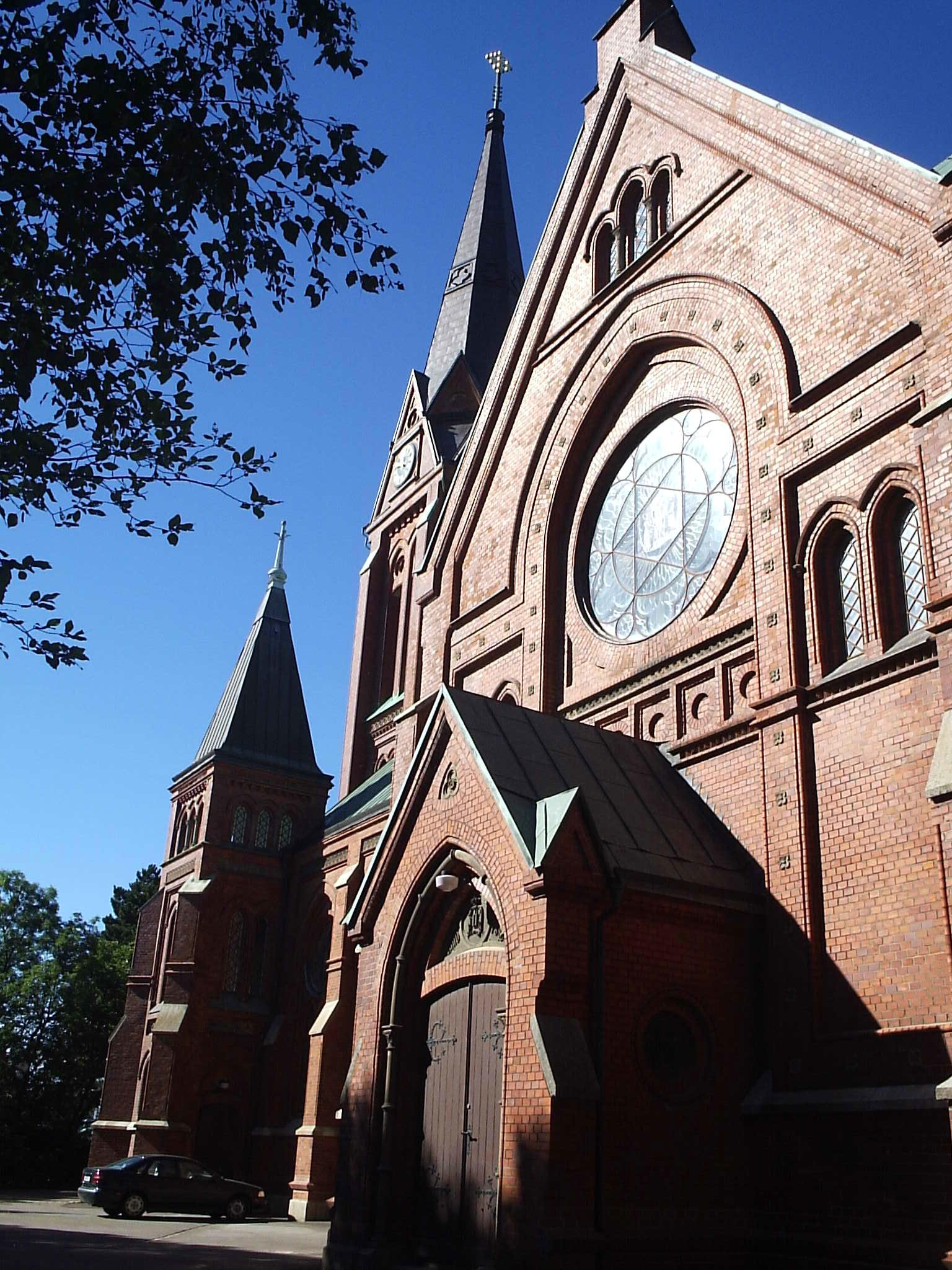
Örgryte nya kyrka
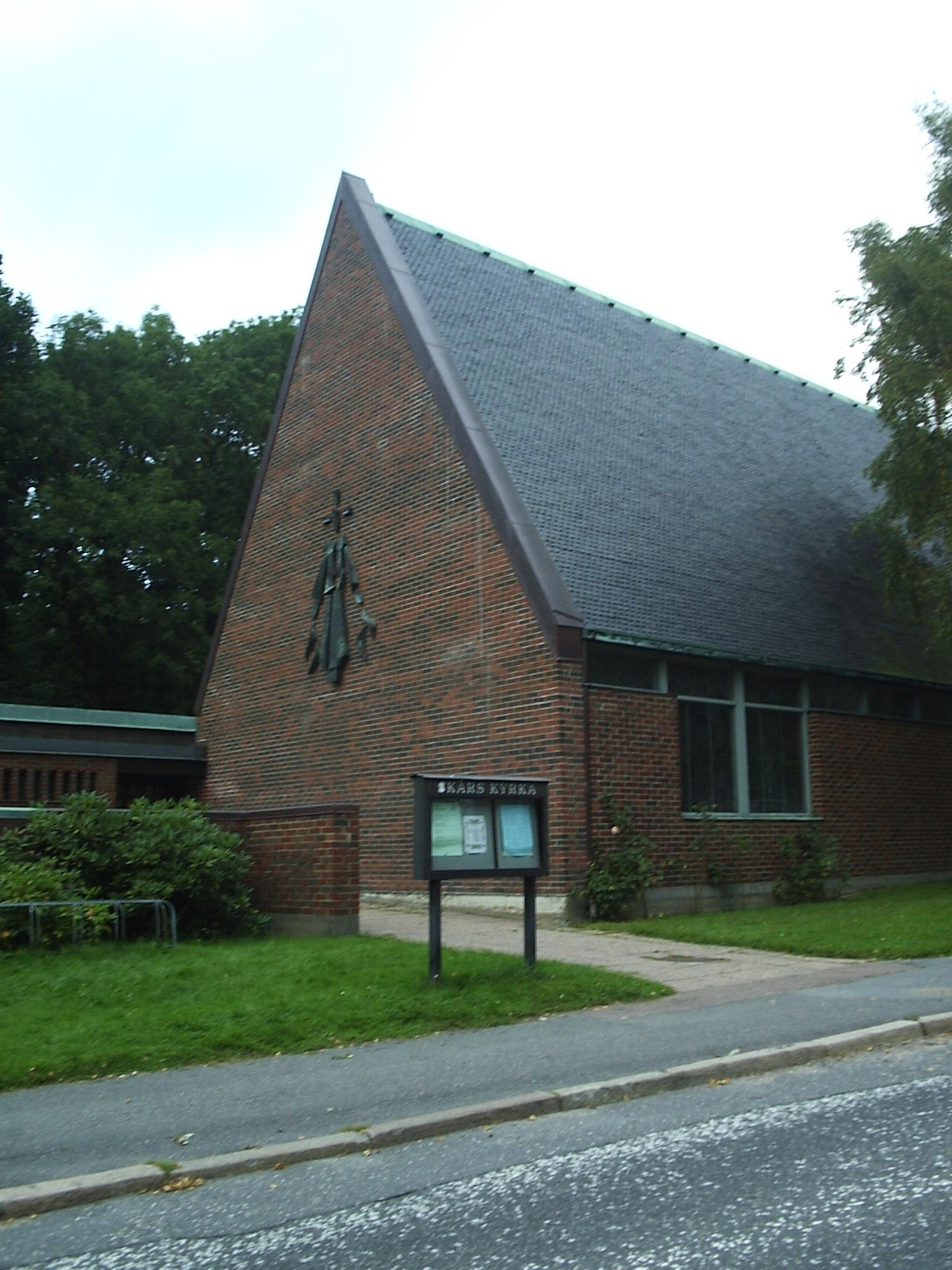
Skårs kyrka

- Örgryte gamla kyrka
- Örgryte nya kyrka
- Skårs kyrka

## Areal
Örgryte församling omfattade den 1 januari 1976 en areal av 16,6 kvadratkilometer, varav 14,4 kvadratkilometer land.